# Kriegsgefangenenlager Rheinberg
Koordinaten: 51° 32′ 32,3″ N, 6° 34′ 53,7″ O

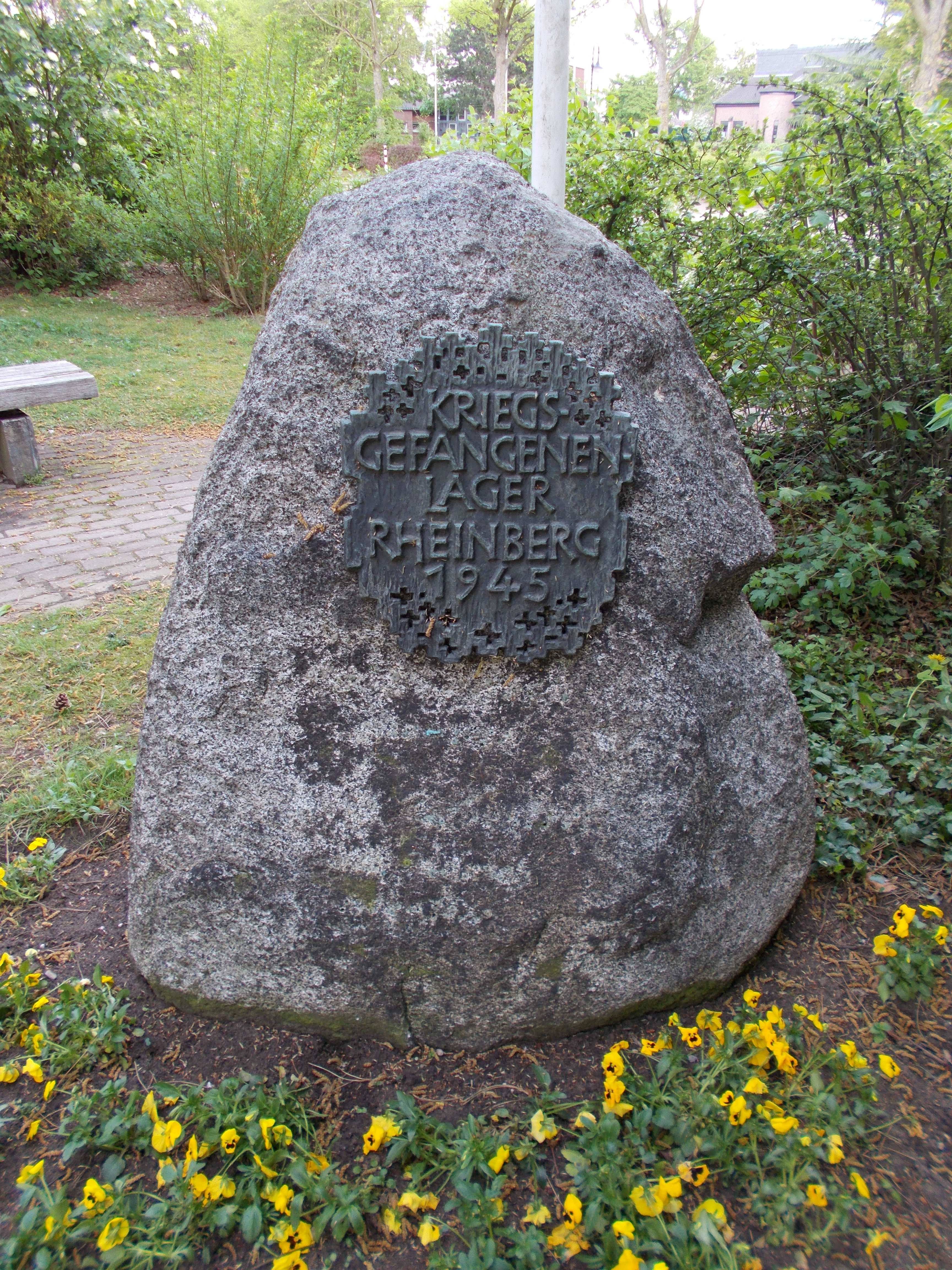
Gedenkstein in Rheinberg

Das Kriegsgefangenenlager Rheinberg war das erste von der US-Armee errichtete sogenannte Rheinwiesenlager. Es diente als Durchgangslager für Kriegsgefangene, die sich amerikanischen Truppen auf ihrem Vormarsch vom Weseler Brückenkopf aus bis zur Elbe ergaben. Errichtet wurde es ab Mitte April 1945 von Soldaten der 106. US-Infanterie-Division unter Heranziehung deutscher Kriegsgefangener. Dafür wurde westlich von Rheinberg, entlang der heutigen Bahnstrecke Duisburg–Xanten, ein 350 ha großes Acker- und Wiesengelände mit drei Meter hohen Stacheldrahtzäunen umgeben und hermetisch von der Außenwelt abgeschottet.
Aufgeteilt war es in acht Einzelcamps, genannt Cages (übersetzt: Käfige), ohne jegliche Behausung, sanitäre Anlagen oder gar Versorgungsstruktur. Darin pferchte man zeitweise bis zu 130.000 Kriegsgefangene ein, zu jeweils 8.000–30.000 pro Cage. Kälte, Hunger, mangelnde Hygiene und fehlende medizinische Versorgung waren Hauptursachen für schwere Krankheiten. Innerhalb des Lagers verstarben wohl etwas über 500 Kriegsgefangene. Oft erwähnte Schätzungen, die von 3000 bis 5000 Toten ausgehen, lassen sich durch nichts belegen. Es gab und gibt bis heute keine Leichenfunde, die derartig hohe Schätzungen stützen könnten.
Ab Mitte Juni 1945 wurde das Lager Rheinberg an eine britische Einheit übergeben. Es existierte bis September 1945.

## Das Kriegsgefangenenlager PWTE A1
Die offizielle amerikanische Bezeichnung des Lagers war „Prisoner of War Transient Enclosure A1“ (PWTE A1). Die Ausdehnung des Lagers war erheblich. In Ost-West-Richtung reichte es von der Bahnstrecke bis kurz vor der Heydecker Ley, etwa auf Höhe des Rheinberg War Cemetery und des Gutshofs Haus Heideberg. Im Norden wurde es von der Alpener Straße (K 31) begrenzt und im Süden durch die heutige B 510. Rheinberg hatte damals knapp 5.400 Einwohner, die im März 1945 von den Amerikanern während der Kampfhandlungen in die umliegenden Gemeinden evakuiert worden waren. Im April durften die Bewohner in ihre zerstörte Heimatstadt zurückkehren.
Geleitet wurde PWTE A1 von einem General der 106. US-Infanterie-Division. Während der deutschen Ardennenoffensive hatte die Einheit schwere Verluste erlitten. Nun wurde sie für die Bewachung der „Rheinwiesenlager“ eingesetzt. Das Lager Rheinberg nahm Gefangene auf, die sich den Amerikanern ergaben, während die US-Armee über Wesel, Duisburg, das nördliche Ruhrgebiet, Ostwestfalen, das Lipperland, den Harz bis hin zur Elbe vorrückte. Dabei gingen die Amerikaner undifferenziert vor – jeder, der eine Art Uniform trug, wurde festgenommen, darunter auch Krankenschwestern, Bahnbedienstete und Postboten. Das Gros waren jedoch Soldaten der Wehrmacht. Mit Lastwagen und später auch in Güterzügen transportierte man sie auf die linke Rheinseite, da es bei Wesel Behelfsbrücken über den Rhein gab.
Die Gefangenen wurden in den ersten Wochen nicht registriert, sie waren nur grob nach Männern, Frauen und Nichtdeutschen getrennt und wurden auf die verschiedenen Cages verteilt. Offiziere wurden von ihren Einheiten getrennt, da die Amerikaner die Bildung von organisierten Widerstandsgruppen fürchteten. Bei Ankunft wurden die Gefangenen gründlich durchsucht und ihre Wertsachen oder vermutlichen Waffengegenstände eingezogen, so dass vielen nur die Kleidung am Leib blieb. Außerdem wurde den Gefangenen der Status des „Kriegsgefangenen“ aberkannt. Als „Disarmed Enemy Forces“ (Entwaffnete Feindstreitkräfte) fielen sie damit nicht unter die Regelungen der Genfer Konventionen und der Haager Landkriegsordnung. Internationale Hilfsorganisationen wie das IKRK hatten durch diese Regelung keinen Zutritt zum Lager. So entrechtet waren die Gefangenen den Maßnahmen der Gewahrsams-Macht ausgeliefert.
Es gab keine Unterkünfte auf den Wiesen und Äckern. Um sich vor Wind und Wetter zu schützen, gruben sich die Gefangenen Erdlöcher, in denen sie einzeln oder in kleinen Gruppen übernachteten. Nicht selten stürzten diese „Dachsbaue“ ein oder liefen bei anhaltendem Regenwetter mit Wasser voll. Nur den Frauen im Cage B gestand man einige Zelte zu. Die Lebensmittelrationen waren äußerst gering, wurden zu unregelmäßigen Uhrzeiten verteilt und fielen an manchen Tagen komplett aus. Die Trinkwasserversorgung erfolgte durch Tankwagen. Für eine kleine Dose stark chloriertes Flusswasser mussten die Gefangenen teilweise über 16 Stunden anstehen. Als Toiletten dienten ausgehobene Gruben mit Donnerbalken und zur Bekämpfung von Läusen setzte man DDT-Pulver ein. Waschgelegenheiten gab es nicht. Fehlende medizinische Versorgung, mangelnde Hygiene und unzureichende Verpflegung führten zu Infektionen, Krankheiten und Unterernährung.
Fluchtversuche unterband man mit Waffengewalt. Für die Bewacher bestand ein absolutes Fraternisierungsverbot gegenüber den Deutschen. Trotzdem arrangierten sich die Gefangenen mit den US-Soldaten bisweilen: Gelegentlich kam es zwischen ihnen zu Tauschgeschäften, da Armbanduhren, NS-Militärabzeichen und selbst gefertigte Kunstwerke bei den Soldaten als Souvenirs sehr beliebt waren. In den Cages herrschte wegen der widrigen Umstände und des Hungers auch ein angespanntes Verhältnis unter den Gefangenen. Innerhalb der Gruppen achtete man peinlichst darauf, dass die knappen Rationen gerecht verteilt wurden. Dennoch kam es vor, dass sich die Gefangenen gegenseitig bestahlen oder Leichen fledderten, um sich z. B. mit einem Mantel das eigene Überleben zu sichern.
Die Bevölkerung von Rheinberg und Umgebung versuchte die hungernden Gefangenen mit Brotpäckchen zu unterstützen, welche sie über den Zaun warfen. Manchmal blieben die Päckchen im Stacheldrahtzaun hängen oder fielen auf die Patrouillenwege. Teilweise wurden die Päckchen vor den Augen der Hungernden zertreten oder als „Raubtierfütterung“ vom Wachturm aus an die Gefangenen verteilt, nach einiger Zeit aber tolerierten die Amerikaner die Hilfspakete. Nach Verhandlungen mit den Amerikanern konnte schließlich sogar eine Sammelstelle für Hilfslieferungen aus der Bevölkerung eingerichtet werden. Auf einem Grundstück östlich des Bahnhofs entstand ein Versorgungslager. Hier sollten die Lebensmittellieferungen und Spenden angenommen und die Verteilung in einen geordneten Ablauf gebracht werden.
Nach der Kapitulation der Wehrmacht begann ab etwa Mitte Mai 1945 die Registrierung der Gefangenen, um einen allgemeinen Überblick über ihre Anzahl zu erhalten. Es wurden zudem Zelte für ein Gefangenenlazarett aufgestellt und zusätzlich das 9. Amerikanische Feldlazarett in Kamp-Lintfort für die ärztliche Behandlung deutscher Soldaten geöffnet. Als medizinisches Personal setzte man zur Unterstützung der Amerikaner deutsche Ärzte und Pflegekräfte aus dem Lager ein. Für die Lebensmittelverteilung und als Hilfspolizisten innerhalb des Lagers rekrutierte man ebenfalls Insassen. Gegenüber den anderen Gefangen erhielten die Hilfskräfte einige Privilegien und Zelte als Unterkunft, so dass sich dadurch eine Gefangenenhierarchie ausbildete. Ende April erfolgte auch der Besuch des Lagers durch eine internationale Rot-Kreuz-Kommission. In der Folge entließ man Jugendliche und Angehörige bestimmter Berufsgruppen, die für den Aufbau einer funktionierenden Versorgungswirtschaft nötig waren, wie etwa Landwirte, Eisenbahner und Bergleute.
Durch deutsche Hilfskräfte, die für die Versorgung rekrutiert wurden, verlief die Lebensmittelverteilung geregelter, blieb aber immer noch auf das Minimale beschränkt. Die Krankenversorgung war weiterhin improvisiert und beschränkt, da es oft an OP-Werkzeugen, Medikamenten und Verbandsmaterial fehlte. Entlausungen erfolgten mit DDT. Der Großteil der Gefangenen hauste weiterhin in Erdlöchern. Nicht selten kam es vor, dass eingesetzte Hilfskräfte aus ihrer Position Vorteile zogen und somit den Neid anderer auf sich zogen. Wurde jemand bei einem Diebstahl oder einem anderen Vergehen erwischt, drohten drakonische Strafen, vor allem durch die Mitgefangenen selbst. An einen Schandpfahl gebunden zu werden, war eine Strafmethode; es kam offenbar auch vor, dass man den Schuldigen in der Latrine ertränkte.
Die Umstände im Kriegsgefangenenlager Rheinberg besserten sich erst, als am 12. Juni 1945 die britische Militärregierung das Lager übernahm. Die Aufsicht dafür erhielt der britische Colonel Tom Durrant. Er kannte Deutschland aus seiner Studienzeit und hatte das Land vor dem Krieg mehrfach besucht. Nachdem er gesehen hatte, in welchem desolaten Zustand die Amerikaner nach ihrem Abzug das riesige Lager hinterließen und er erfuhr, dass die über 100.000 Gefangenen, darunter auch Frauen und uniformierte Zivilisten, seit Monaten ohne jegliche Unterkunft auf dem Acker hausten, ließ er Zelte anfordern, außerdem wurde nach Wasser gebohrt und es wurden Rohrleitungen mit Dieselpumpen für eine gesicherte Versorgung verlegt, Feldküchen errichtet und das Feldlazarett wieder aufgebaut. Schwerstkranke und Verwundete verteilte man auf umliegende funktionsfähige Krankenhäuser. Den Gefangenen wurde auch zugestanden ein Mal pro Woche zu duschen und ihre Kleidung zu reinigen.
Anschließend begann das britische Militär mit der Strukturierung des Lagerbetriebs. Der Verwaltung der Cages stand jeweils ein britischer Offizier vor. Unterstützt wurde er von britischen Unteroffizieren und einem Englisch sprechenden deutschen Offizier. Innerhalb der Cages hielt ein deutscher Vertrauensoffizier, assistiert von einigen deutschen Unteroffizieren, die Kommunikation zwischen der britischen Lagerleitung bzw. ihrem Personal und den Gefangenen aufrecht. Da es den Briten in erster Linie darum ging, untergetauchte NS-Amtsträger und NS-Kriegsverbrecher aufzuspüren, ermunterte man die Gefangenen, diese zu benennen.
Schon kurz nach der Übernahme ordnete Durrant die Entlassung zu Unrecht in Kriegsgefangenschaft geratener Personen, von denen keine Gefahr ausging, an. Frauen, Jugendliche und sehr alte Gefangene sowie „uniformierte Zivilisten“ entließ man innerhalb der ersten Woche. Da eine ausreichende Versorgung der Gefangenen im Rahmen der Genfer Konventionen unmöglich und somit durch aufkommende Seuchen auch das Leben der eigenen Soldaten gefährdet war, verfasste Durrant einen kritischen Lagebericht. Kurz darauf, am 14. Juni 1945, wurde das Lager Büderich (Wesel) geschlossen und 30.000 Kriegsgefangene, die noch nicht entlassen werden sollten, wurden in einem Fußmarsch in das Lager Rheinberg umquartiert – für viele geschwächte Gefangenen war dies eine Herausforderung.
In Rheinberg wurden mit Hilfe der Gefangenen aus dem Offiziers-Cage Kultur- und Schulungsveranstaltungen für die Kriegsgefangenen organisiert. In diesen „Stacheldrahtuniversitäten“ gaben sie ihre vielseitigen Qualifikationen und Interessen weiter. Papier und Schreibmaterial wurde vom Commander erbeten, Musikinstrumente wurden von Privatleuten gespendet.
Als sich der Herbst näherte und die britische Militärverwaltung keine winterfesten Unterkünfte für die vielen tausend Gefangenen errichten wollte, wurden die Internierten ab September 1945 entlassen bzw. auf französische Lager umverteilt. Schon kurz nach der Auflösung wurde das Rheinberger Lagergelände eingeebnet, um wieder Platz für landwirtschaftliche Flächen zu schaffen.

## Bodendenkmal
Die noch unbebaute Fläche des ehemaligen Rheinwiesenlagers Rheinberg ist heute als Bodendenkmal ausgewiesen. Das Hauptlager im heutigen Rheinberger Stadtteil Annaberg ist allerdings seit den 1960er bis 1970er Jahren fast vollständig von Siedlungsgebiet überbaut. Der Rest ist Landschaftsschutzgebiet und wird landwirtschaftlich genutzt.
In den Jahren 2002 und 2003 ergab sich die Möglichkeit, einen kleinen Teil des Bodendenkmals archäologisch zu untersuchen und zu erfassen. Grund dafür war der Bau einer Umgehungsstraße und einer Lagerhalle. Neben Zeitdruck und den hohen Auflagen bestand eine Schwierigkeit darin, dass die Angaben zur Lagergröße und Aufteilung trotz Zeitzeugenberichten sehr widersprüchlich sind, offizielle Angaben und Dokumente gibt es nicht. So wusste man nicht genau, auf welchen Teil des Rheinwiesenlagers man sich befand. Die Ausbeute an Funden und Ergebnissen war relativ gering. Gefunden wurden Pfostengruben, Stacheldraht und Metallüberreste, über das Gebiet verteilte Gruben und Feuerstellen, sowie wenige Glas- und Keramikscherben, Metall- und Plastikfragmente, Gebrauchsgegenstände und Knochen aus der Zeit des Lagers und danach.
Einige dieser Fundstücke zeigt das Stadtarchiv Rheinberg im Rahmen von Führungen. Weitere befinden sich im Rheinischen Landesmuseum Bonn oder sind beim Landesamt für Bodendenkmalpflege dokumentiert.

## Orte der Erinnerung

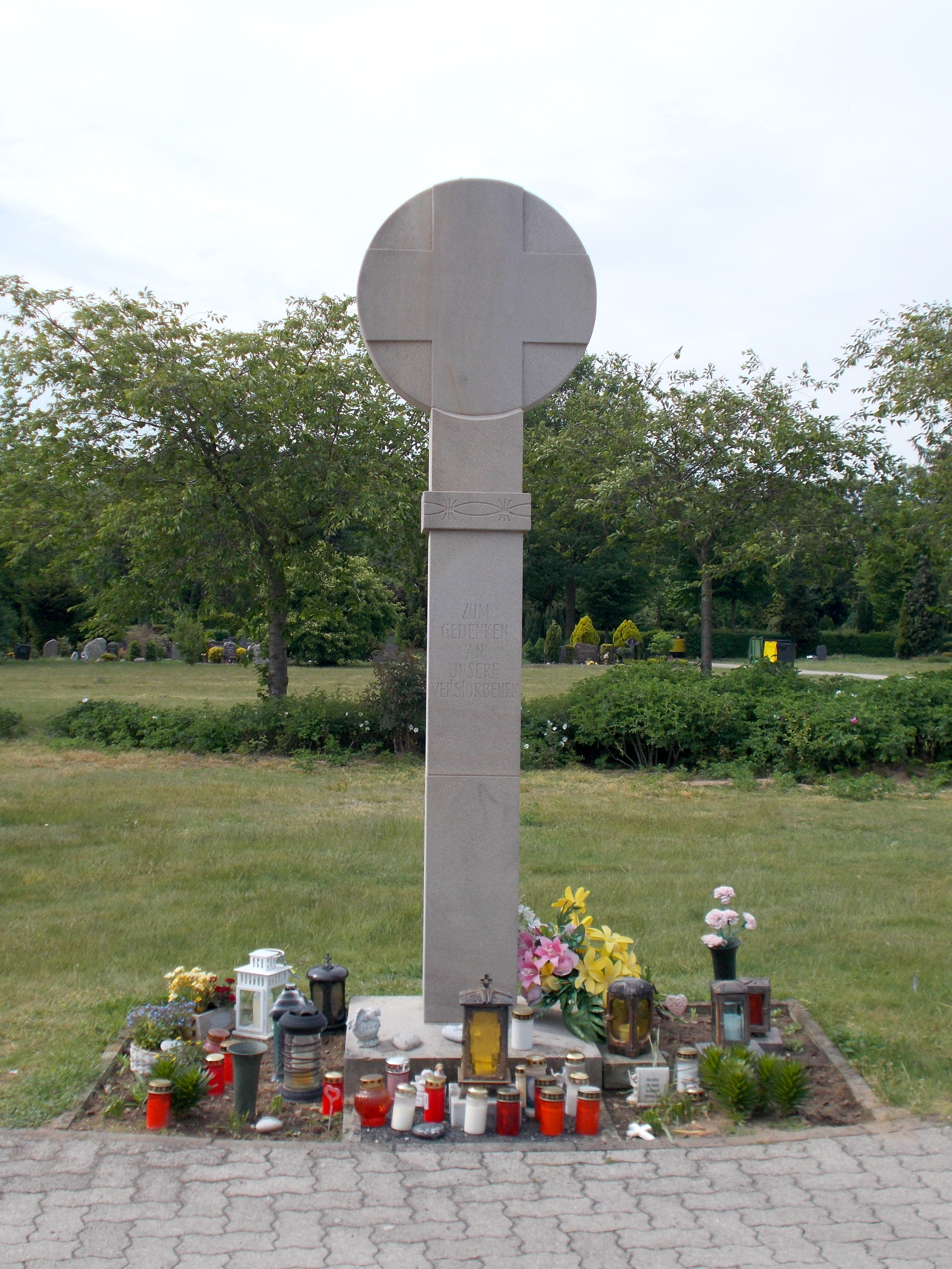
Friedhofskreuz auf dem neuen Teil des Annabergfriedhofs

In Rheinberg erinnern einige Gedenkstätten an das Rheinwiesenlager und an die Opfer der Gefangenschaft. Direkt am Städtischen Friedhof Annaberg, auf einer Grünfläche vor dem Leichenhaus, steht der Rheinwiesenlagergedenkstein. Der Findling ist Teil eines Mahnmals mit Fahnenmasten und erinnert an den ehemaligen Standort des Lagers 1945. Eine kleine Infotafel davor beschreibt kurz die geschichtlichen Hintergründe. Ursprünglich war vom Heimatverein eine größere Version geplant, die auf dem Kreisverkehr an der Römerstraße stehen sollte. Aufgrund von Protesten aus der Bevölkerung und Kostengründen einigte man sich auf die kleinere Version und einen anderen Platz.
Nicht weit davon entfernt, auf dem neuen Teil des Friedhofs, steht ein hohes, weißes Friedhofskreuz in Form einer Gedenkstele mit Sonnenrad. Um dessen Fries ist ein Stacheldrahtmuster eingemeißelt, als Symbol für das Lager und zum Gedenken an die namenlos und unbekannt Begrabenen. Es wurde 2007 von dem Rheinberger Steinmetz Dieter Knop angefertigt. Die Finanzierung dafür übernahmen sowohl die katholische als auch die evangelische Gemeinde. Bei einem ökumenischen Gottesdienst wurde es eingeweiht.
Ein weiterer Ort, an dem die Erinnerung an das Rheinwiesenlager wach gehalten wird, befindet sich mitten in der Altstadt von Rheinberg. In der Pfarrkirche St. Peter gibt es ein Kirchenfenster, dass an das Rheinwiesenlager erinnert. Es befindet sich im rechten Seitenschiff in der Nähe des Eingangs und wirkt ein wenig ausgeblichen, obwohl es erst im März 1990 neu eingesetzt wurde. Dargestellt sind Kardinal von Galen und Karl Leiser mit einer Rolle Stacheldraht und Jesus am Kreuz zu dessen Fuß eine Opferschale steht in der sich jemand die Hände wäscht. Unter der Stacheldrahtrolle steht: „Wir gedenken auch hier der Opfer des Rheinberger Gefangenenlagers“.
Das Tor der Toten ist wohl das bekannteste Mahnmal für die Opfer der Kriege in Rheinberg. Es befindet sich gleich hinter St. Peter auf dem Kettewall. Aufgrund des Namens, seiner Lage direkt an den Rheinwiesen und einer Pergamentrolle, die sich in einem Betonquader hinter der Gedenktafel befindet, wird der Ort des Gedenkens oft mit dem Rheinwiesenlager in Verbindung gebracht. Dem ist aber nicht so. Es ist ein Mahnmal für die Opfer der Kriege in Rheinberg. Auf dem Pergament finden sich keine Namen der Opfer des Kriegsgefangenenlagers, sondern laut Archivangaben stehen darauf die 650 Namen Rheinberger Bürger, die während den Kriegsjahren gestorben oder verschollen sind. Die Menschen aus dem Rheinwiesenlager finden keine Erwähnung.

## Hinweis zu den Quellenangaben
Zum Rheinwiesenlager in Rheinberg gibt es Stadtarchiv Rheinberg eine größere Sammlung von Zeitzeugenaussagen. Diese Aussagen sind auf Fragebögen zu finden, die ehemalige Lagerinsassen ausfüllten. Die Unterlagen der 106. US Infanterie-Division sind im US-Nationalarchiv einsehbar und enthalten zahlreiche Informationen über die Organisation der PWTEs und über das Lager Rheinberg.